# Galium pumilum
Galium pumilum là một loài thực vật có hoa trong họ Thiến thảo. Loài này được Murray mô tả khoa học đầu tiên năm 1770.

## Hình ảnh

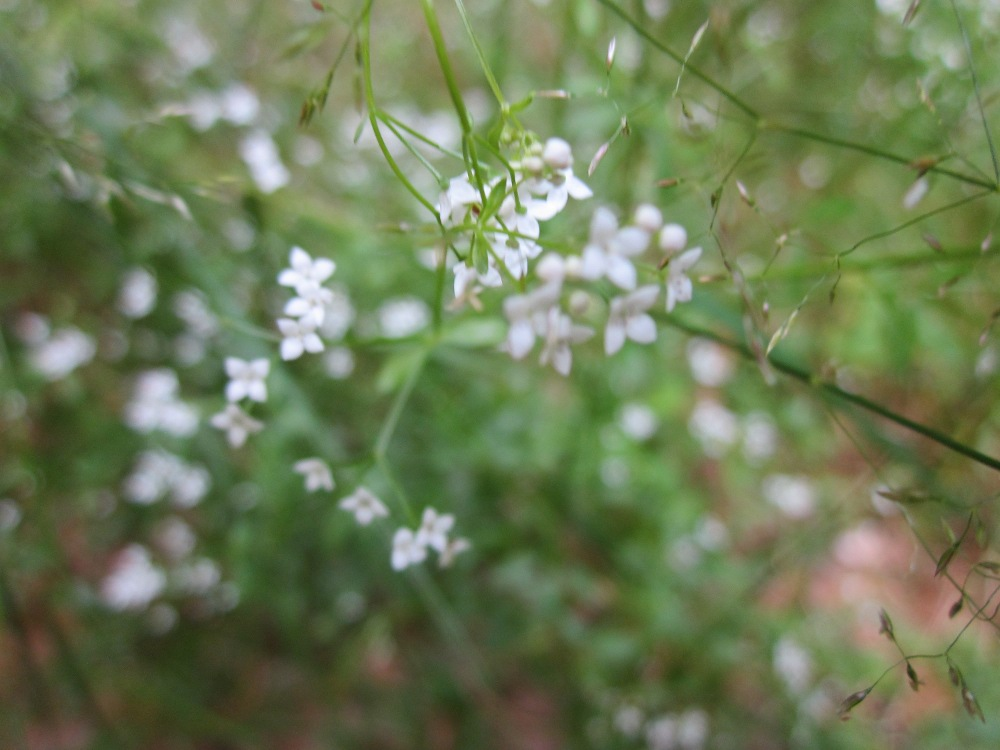
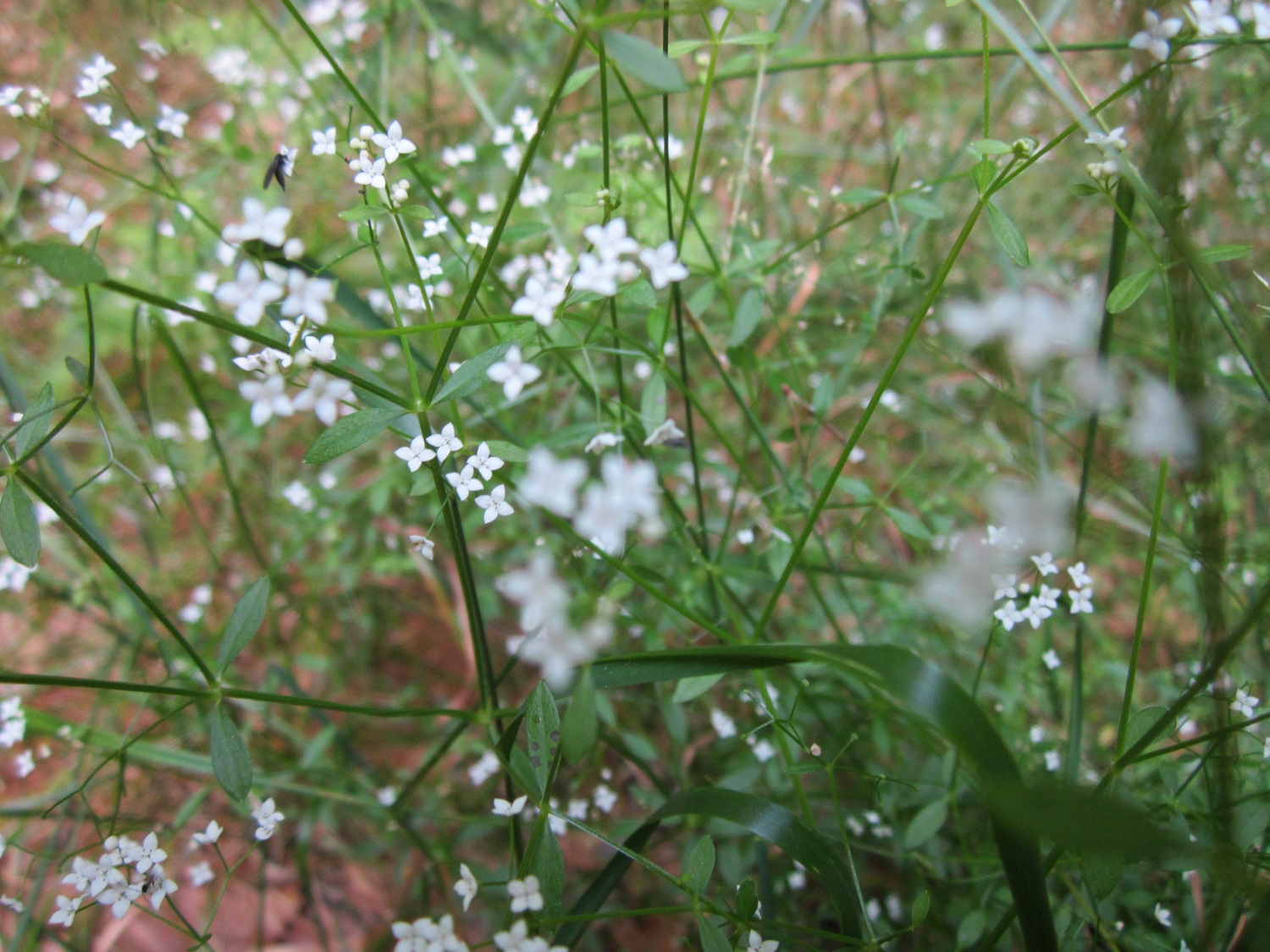
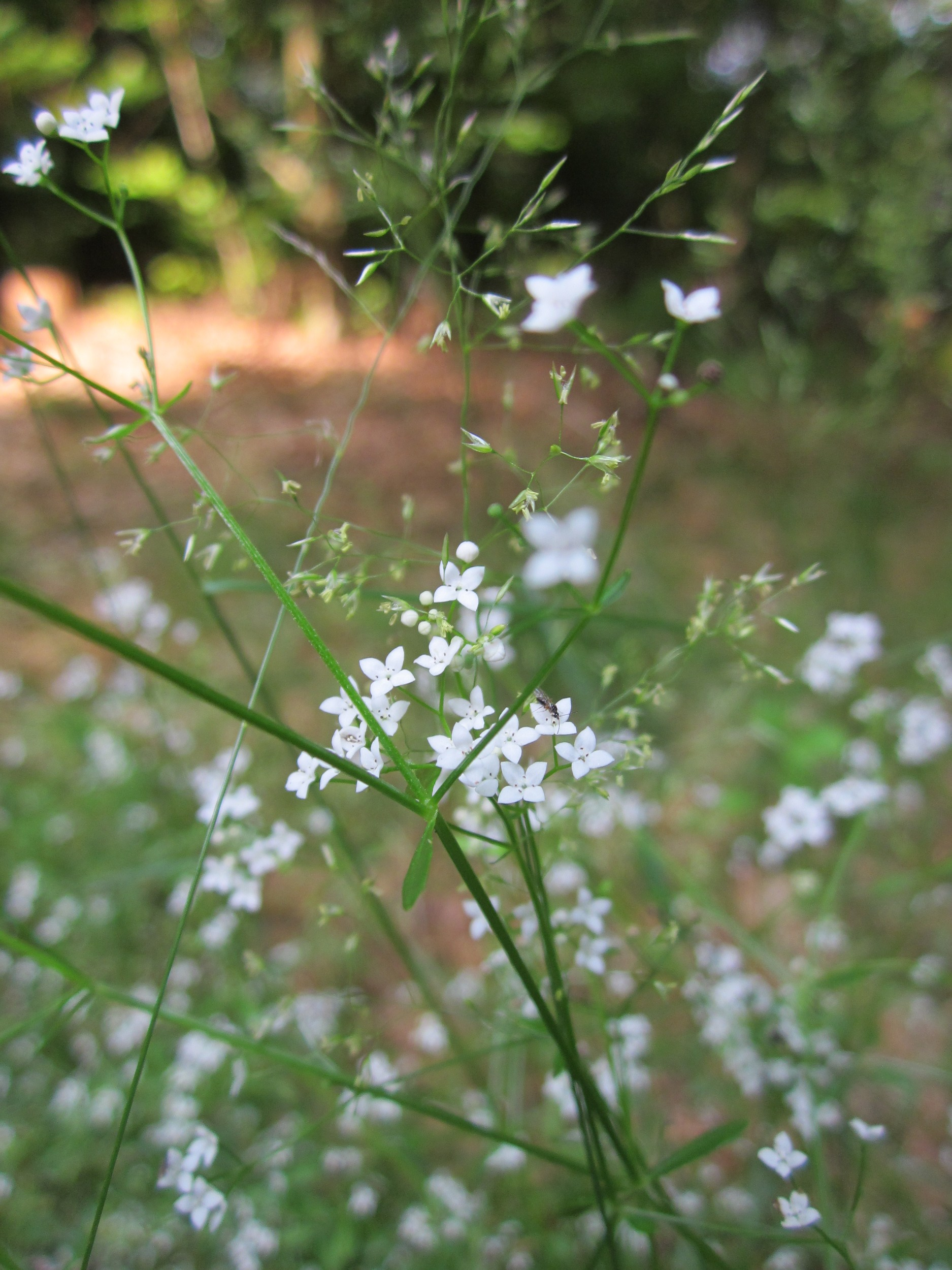
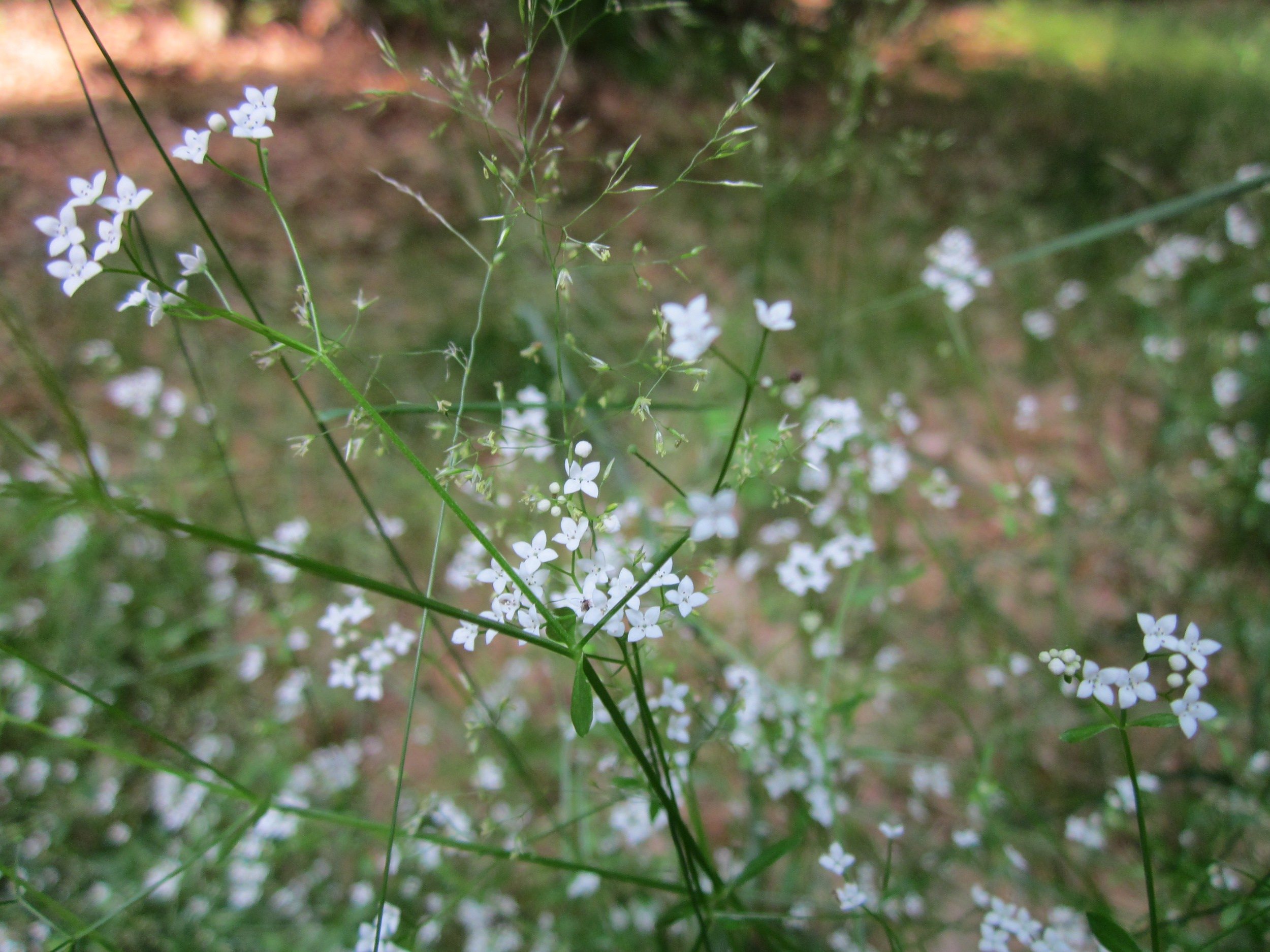